# Нешер, Ави
Ави Нешер (ивр. אבי נשר‎ род. 13 декабря 1953, Рамат-Ган, Израиль) — израильский актёр,  кинорежиссёр, сценарист и продюсер.

## Биография
Ави Нешер родился 13 декабря 1953 года в израильском городе Рамат-Ган, в семье дипломата-репатрианта из Румынии и матери, которая родилась в России. В 1965 году Ави вместе со своей семьёй эмигрировал в Соединённые Штаты Америки. Окончив среднюю школу в шестнадцать лет, Нешер начал изучать международные отношения в Колумбийском университете. В 1971 году он вернулся в Израиль и был призван на службу в Сайерет Маткаль (элитное подразделение Армии обороны Израиля).
В 1984 году Ави снял фильм «Гнев и триумф», после просмотра этой картины Дино Де Лаурентис пригласил Нешера снимать фильмы в США.

## Фильмография

### Режиссёр
- 1979 — Ансамбль / Ha-Lahaka
- 1979 — Дизенгоф 99  / Dizengoff 99
- 1982 — Она / She
- 1983 — Ха-пахаданим / Ha-Pachdanim
- 1984 — Гнев и слава / Za'am V'Tehilah
- 1985 — Шоврим / Shovrim
- 1991 — Бомба замедленного действия / Timebomb
- 1992 — Доппельгангер / Doppelganger
- 1995 — Дикарь / Savage
- 1997 — Наёмник / Mercenary
- 1999 — Точка разрыва / Raw Nerve
- 2002 — Ритуал / Ritual
- 2004 — Поворот налево в конце света / Sof Ha'Olam Smola
- 2007 — Секреты / Ha-Sodot
- 2010 — Сват / The Matchmaker (Once I Was)
- 2013 — Чудеса / The Wonders

### Сценарист
- 1979 — Ансамбль / Ha-Lahaka
- 1979 — Дизенгоф 99 / Dizengoff 99
- 1982 — Она / She
- 1983 — Ха-пахаданим / Ha-Pachdanim
- 1984 — Гнев и слава / Za'am V'Tehilah
- 1985 — Шоврим / Shovrim
- 1991 — Бомба замедленного действия / Timebomb
- 1992 — Доппельгангер / Doppelganger
- 2002 — Ритуал / Ritual
- 2004 — Поворот налево в конце света / Sof Ha'Olam Smola
- 2007 — Секреты / Ha-Sodot
- 2010 — Сват / Once I Was
- 2013 — Чудеса / The Wonders

### Продюсер
- 1984 — Гнев и слава / Za'am V'Tehilah
- 1985 — Шоврим / Shovrim
- 1994 — Автоматик / Automatic
- 1995 — Дикарь / Savage
- 1996 — Марс / Mars
- 1997 — Наёмник / Mercenary
- 1997 — Предательство за предательством / Acts of Betrayal
- 1998 — Легион / Legion
- 1998 — Изгой / The Outsider
- 1999 — Наёмник 2 / Mercenary II: Thick & Thin
- 1999 — Точка разрыва / Raw Nerve
- 2001 — Безликий / The Point Men
- 2002 — Ритуал / Ritual (продюсер-супервайзер)
- 2004 — Поворот налево в конце света / Sof Ha'Olam Smola
- 2007 — Секреты / Ha-Sodot
- 2010 — Сват / Once I Was (исполнительный продюсер)
- 2010 — Такой вот Содом / Zohi Sdom
- 2013 — Чудеса / The Wonders